# الأميرة الكسندرا أميرة ساكس كوبورج وغوتا

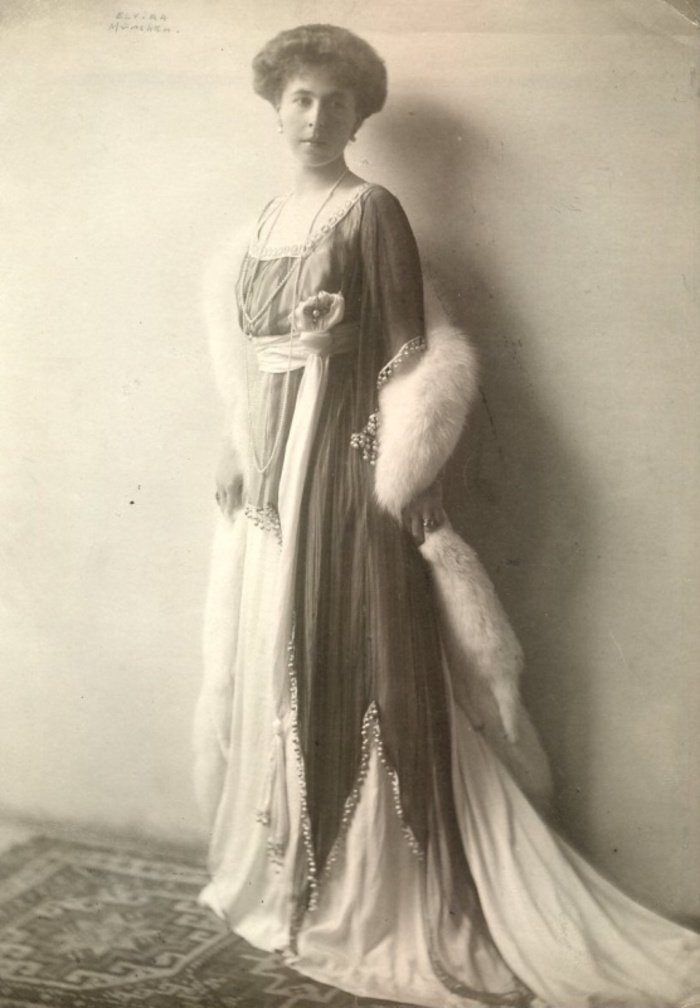
الأميرة الكسندرا أميرة ساكس كوبورج وغوتا

الأميرة الكسندرا أميرة ساكس كوبورج وغوتا (الكسندرا لويز أولغا فيكتوريا، 1 سبتمبر 1878 - 16 أبريل 1942) كانت الطفلة الرابعة والابنة الثالثة لألفريد دوق ساكس كوبورغ وغوتا وماريا الكسندروفنا دوقة روسيا وكانت حفيدة الملكة فيكتوريا ملكة المملكة المتحدة.